# Phường 3, thị xã Quảng Trị
Phường 3 là một phường thuộc thị xã Quảng Trị, tỉnh Quảng Trị, Việt Nam.

## Địa lý
Phường 3 nằm ở trung tâm thị xã Quảng Trị, có vị trí địa lý: 
- Phía bắc giáp phường 2
- Phía nam giáp phường 1
- Phía đông giáp huyện Hải Lăng
- Phía tây giáp phường An Đôn.

Phường 3 có diện tích 1,85 km², dân số năm 2008 là 7.103 người, mật độ dân số đạt 3.849 người/km².

## Hành chính
Phường 3 được chia thành 8 khu phố: 1, 2, 3, 4, 5, 6, 7, 8.

## Lịch sử
Phường 3 được thành lập vào ngày 19 tháng 3 năm 2008 trên cơ sở điều chỉnh 139,93 ha diện tích tự nhiên và 3.966 người của các khu phố: 3, 4, 5b, 6, 7 thuộc phường 1; 44,60 ha diện tích tự nhiên và 3.137 người của các khu phố 1, 2, 3 thuộc phường 2.
Sau khi thành lập, phường 3 có 184,53 ha diện tích tự nhiên, dân số là 7.103 người.